# Tschaidicancha weyrauchi
Tschaidicancha weyrauchi is een hooiwagen uit de familie Gonyleptidae.